# Ludwig Bockholt
Ludwig Bockholt (ur. 1 marca 1885 w Düsseldorfie, zm. 7 kwietnia 1918 w okolicach Cieśniny Otranto) – kapitan marynarki (niem. Kapitänleutnant) Kaiserliche Marine, w okresie I wojny światowej dowódca kilku sterowców.

## Życiorys
Do Cesarskiej Marynarki Wojennej wstąpił w 1903 roku. W czasie I wojny światowej Bockholt był dowódcą kilku sterowców cesarskiej  marynarki wojennej. Od 30 marca 1917 do 13 czerwca 1917 dowodził sterowcem „L.23”/„LZ.66”, od 13 sierpnia do 15 września był dowódcą „L.54”/„LZ.99”. Jako dowódca „L.23” zasłynął z jedynego abordażu przeprowadzonego z pokładu sterowca w czasie I wojny światowej, kiedy 23 kwietnia przechwycił holenderski statek „Royal”.
26 września przejął dowodzenie „L.57”/„LZ.102”, który miał wziąć udział w operacji China-Sache, a po jego stracie objął dowództwo „L.59”/„LZ.104”, który ostatecznie wziął udział w tej zakończonej fiaskiem operacji, ustanawiając przy tym ówczesny rekord w długości lotu i czasu przebywania w powietrzu sterowców.
Zginął 7 kwietnia 1918 na pokładzie „L.59” który zapalił się w trakcie lotu z niewiadomych powodów.

## Odznaczenia
Odznaczenia kpt. Bockholta to między innymi:
- Krzyż Żelazny I klasy (Prusy)
- Medal za Ratowanie Życia na wstędze (Prusy)
- Kawaler Orderu Zasługi Wojskowej z mieczami (Bawaria)